# 古千谷本町
古千谷本町（こぢやほんちょう）は、東京都足立区の町名である。住居表示実施済みであり、現行行政地名は古千谷本町一丁目から古千谷本町四丁目。

## 地理
足立区の北西側に位置し舎人地域に属する。北で埼玉県草加市新里町、東で東伊興・西伊興、南で古千谷、南西で舎人町、西で入谷、北西で舎人と接する。主に戸建住宅の多い住宅地として利用される。

### 河川
- 毛長川
- 見沼代用水

### 地価
住宅地の地価は、2025年（令和7年）1月1日の公示地価によれば、古千谷本町2-22-25の地点で29万7000円/m2となっている。

## 歴史
昭和7年（1932年）10月1日の東京市編入により、南足立郡舎人村大字古千谷の地域をもって成立。舎人村は足立郡舎人村、入谷村、古千谷村によって成立した。
昭和43年（1968年）4月以来、伊興、舎人、古千谷の各土地改良事業施行により、新設された町々へ分割編入された。旧村大字名をもって町名とした。
昭和45年（1970年）4月1日、土地改良事業施行により、古千谷町、舎人町、入谷町、伊興町京伝、伊興町番田の各一部の区域をもって、古千谷1丁目から5丁目までが成立した。
平成7年（1995年）に、古千谷3丁目以降を、古千谷本町1丁目から4丁目の住居表示を実施する。古千谷3丁目が、古千谷本町1丁目に、古千谷4丁目の中央通りまでを、古千谷本町2丁目、中央通り北部の古千谷4丁目と5丁目の古千谷小学校北側までを、古千谷本町3丁目、残りの5丁目を古千谷本町4丁目とした。毛長川北側の古千谷町は、古千谷本町4丁目3番とした。残存の古千谷1,2丁目は、西伊興に編入した。
古千谷1丁目、2丁目は残存している。全域が舎人公園内であり、住民登録はゼロになっている。足立区は、舎人公園の整備終了後に、住居表示を舎人公園にする予定。

## 世帯数と人口
2025年（令和7年）1月1日現在（足立区発表）の世帯数と人口は以下の通りである。
| 丁目             | 世帯数    | 人口    |
| ---------------- | --------- | ------- |
| 古千谷本町一丁目 | 897世帯   | 1,874人 |
| 古千谷本町二丁目 | 1,351世帯 | 2,861人 |
| 古千谷本町三丁目 | 831世帯   | 1,802人 |
| 古千谷本町四丁目 | 676世帯   | 1,428人 |
| 計               | 3,755世帯 | 7,965人 |

### 人口の変遷
国勢調査による人口の推移。
| 年                 | 人口  |
| ------------------ | ----- |
| 1995年（平成7年）  | 5,893 |
| 2000年（平成12年） | 5,721 |
| 2005年（平成17年） | 6,307 |
| 2010年（平成22年） | 7,308 |
| 2015年（平成27年） | 7,405 |
| 2020年（令和2年）  | 7,629 |

### 世帯数の変遷
国勢調査による世帯数の推移。
| 年                 | 世帯数 |
| ------------------ | ------ |
| 1995年（平成7年）  | 1,950  |
| 2000年（平成12年） | 2,027  |
| 2005年（平成17年） | 2,331  |
| 2010年（平成22年） | 2,911  |
| 2015年（平成27年） | 2,883  |
| 2020年（令和2年）  | 3,153  |

## 学区
区立小・中学校に通う場合、学区は以下の通りとなる（2023年4月時点）。なお、足立区では学校選択制度を導入しており、区内全域から選択することが可能。ただし、小学校に関しては、2018年（平成30年）度から学区域または学区域に隣接する学校のみの選択になる。
- 区域 : 一丁目、二丁目、三丁目、四丁目　各全域
  - 小学校 : 足立区立古千谷小学校
  - 中学校 : 足立区立伊興中学校

## 事業所
2021年（令和3年）現在の経済センサス調査による事業所数と従業員数は以下の通りである。
| 丁目             | 事業所数  | 従業員数 |
| ---------------- | --------- | -------- |
| 古千谷本町一丁目 | 53事業所  | 827人    |
| 古千谷本町二丁目 | 71事業所  | 393人    |
| 古千谷本町三丁目 | 43事業所  | 232人    |
| 古千谷本町四丁目 | 51事業所  | 352人    |
| 計               | 218事業所 | 1,804人  |

### 事業者数の変遷
経済センサスによる事業所数の推移。
| 年                 | 事業者数 |
| ------------------ | -------- |
| 2016年（平成28年） | 206      |
| 2021年（令和3年）  | 218      |

### 従業員数の変遷
経済センサスによる従業員数の推移。
| 年                 | 従業員数 |
| ------------------ | -------- |
| 2016年（平成28年） | 1,651    |
| 2021年（令和3年）  | 1,804    |

## 交通

### バス
- 東武バス - 古千谷 / 古千谷橋 / はんの木橋（竹01・竹02・竹03・竹07・竹08 共用区間）
- 東武バス - 東古千谷 / 古千谷本町一丁目（竹01・竹02・竹08・西03 共用区間）

### 道路
- 赤山街道
- 中央通り

## 施設

### 公園
- 古千谷さくら公園
- 古千谷西公園
- 見沼代親水公園

### 教育
- 足立区立古千谷小学校
- 足立つばめ幼稚園
- とねり幼稚園
- 舎人保育園

### その他
- 妙蓮寺
- 浄光寺
- 全学寺
- 足立古千谷郵便局[16]

## その他

### 日本郵便
- 郵便番号 : 121-0832[3]（集配局 : 足立北郵便局[17]）。